# セスナ CH-1 スカイフック
CH-1/YH-41 スカイフック
CH-1B / YH-41A
- 用途：多目的ヘリコプター
- 設計者：Richard Ten Eyck
- 製造者：セスナ社
- 運用者
  -  アメリカ合衆国（アメリカ陸軍）10機
  -  エクアドル（エクアドル空軍）4機
  -  イラン（イラン陸軍）5機
- 初飛行：1953年7月
- 生産数：50機未満
- 生産開始：1956年
- 運用状況：退役

セスナ CH-1 スカイフックは、セスナ社が試作したヘリコプター。派生型にアメリカ陸軍に試験納入されたYH-41 セネカがある。生産は1962年12月に終了し、総生産機数はYH-41などを含め50機未満である。

## 概要
セスナ社が1950年代に開発した試作ヘリコプターで飛行には成功したものの、実際に採用された例は少数に留まる。これまでにセスナ社が開発した唯一のヘリコプター。エンジンを前方に配置するという他社製のヘリコプターには無い特徴を有する。この軽飛行機のような配置は、エンジン部へのアクセスを良好にし、整備性を高めていた。
名前
セスナ社の他の航空機スカイレーン、スカイホークなどの商品名を踏襲している。
世界記録
パイクスピークの山頂に着陸した初めてのヘリコプターである。1957年12月28日、エンジンを改良したCH-1Bは、高度 9,076 m（29,777 ft、搭載機器は高度30,355 ftを記録）を達成し、国際航空連盟が認めるレシプロエンジンを搭載したヘリコプターの最高高度記録となった。
連邦航空局のIFR認証を受けた最初の航空機である。

## 歴史
1952年1月14日、カンザス州ウィチタにあるサイベルヘリコプターを買収した。このサイベル社の製造したサイベルS-4（en）やS-4Bをベースにセスナ CH-1 スカイフックが作り上げられた。

## バリエーション
CH1-1
1953年に製造された外装の無いテストベッド機
CH-1
プロトタイプ 2-place cabin
CH-1A
尾部の安定性を改善したことにより、4人乗りが可能になった。
CH-1B
アメリカ陸軍の要求仕様のために作られた。
YH-41A
アメリカ陸軍との生産契約を行う評価のため、10機納入された。
CH-1C
UH-41A
軍事支援プログラム（MAP）のため海外販売された。
CH-4
アメリカ軍の軽観測ヘリコプター計画のために作られた機体
CH-1D
Continental's "Whirlaway" エンジンを搭載したモデル

## 運用者
エクアドル
- エクアドル空軍 - UH-41A 4機[4]

 イラン
- イラン陸軍 - UH-41A 5機。 その後Bell 205、Bell 206に更新された[3]

 アメリカ合衆国
- アメリカ軍 - YH-41A 10機

## 仕様
- 乗員: 1名
- 乗客: 3名
- 全長:12.95m
- 全高:2.51m)
- 空虚重量:943kg
- 全備重量:1,406 kg
- エンジン: 1 × Continental FSO-526-A 空冷式水平対向6気筒 270 hp (200 kW)
- 回転翼径:10.67m